# ريتشارد بيل (لغوي)
ريتشارد بيل (بالإنجليزية: Richard Bell)‏ (و. 1876 – 1952 م) هو لغوي، ومترجم من المملكة المتحدة، والمملكة المتحدة لبريطانيا العظمى وأيرلندا، ولد في إدنبرة، توفي في إدنبرة، عن عمر يناهز 76 عاماً.